# Antonio Curreri
Antonio Curreri (2 ottobre 1939 – ...) è stato un allenatore di calcio italiano.

## Carriera
Nel 1976 ha allenato il ACF Milan femminile di Vittorio Pino, arrivando secondo in classifica nel campionato di Serie A e vincendo la Coppa Italia; nel 1980 ha invece conquistato un terzo posto in classifica in massima serie.
Vittorio Pino porta lui e tutta la squadra del Milan nella stagione 1981 all'Alaska Lecce, con cui vince sia la Coppa Italia che il campionato; bissa il successo in campionato nella stagione seguente, nella quale vince di nuovo anche la Coppa Italia. Anche nel 1983 riesce a completare il double nazionale vincendo sia la Coppa Italia che il campionato di Serie A.
È assunto dal presidente dell'altra squadra rossonera, il Milan 82 di Mario Pagano, con cui nella stagione 1987-1988 arriva quarto in classifica in Serie A, quarto nella stagione 1989-1990, mentre nella stagione 1991-1992 porta le rossonere del Milan 82 a vincere il loro primo ed unico scudetto.
Dopo un periodo in massima serie al Bardolino Verona (con cui subentra a stagione in corso nella Serie A 1997-1998 arrivando settimo in classifica), allena le rossonere anche nella stagione 2000-2001, dimettendosi dall'incarico nel gennaio del 2001, dopo complessive 10 partite allenate. Nella stagione 2001-2002 ritorna sulla panchina rossonera per una singola partita (la quarta giornata di campionato) al posto dell'esonerato Paolo Novellino.

## Palmarès

### Allenatore

#### Competizioni nazionali
- Campionato italiano: 4

Alaska Lecce: 1981, 1982, 1983
Milan 82: 1991-1992
- Coppa Italia (calcio femminile): 4

Milan: 1976
Alaska Lecce: 1981, 1982, 1983